# Centropogon umbrosus
Centropogon umbrosus är en klockväxtart som beskrevs av Franz Elfried Wimmer. Centropogon umbrosus ingår i släktet Centropogon och familjen klockväxter. Inga underarter finns listade i Catalogue of Life.